# Ecuación diferencial ordinaria

La trayectoria de un proyectil lanzado desde un cañón sigue una curva definida por una ecuación diferencial ordinaria que se deriva de la segunda ley de Newton.

En matemáticas, una ecuación diferencial ordinaria (comúnmente escrita con la sigla EDO) es la ecuación diferencial que relaciona una función desconocida de una variable independiente con sus derivadas. Es decir,  una sola variable independiente (a diferencia de las ecuaciones diferenciales parciales que involucran derivadas parciales de varias variables), y una o más de sus derivadas respecto de tal variable. 

## Introducción
Recursos de la física, la ingeniería, la economía, la meteorología, la biología, la química y en aplicaciones como las de modelado en ciencias, se las estudia en diversas áreas (como geometría, mecánica y astronomía) y perspectivas. 
Matemáticamente, es de conveniente interés, la obtención de  una familia de funciones que verifican una ecuación y establecen la solución general. Solo las ecuaciones diferenciales más sencillas admiten soluciones dadas por fórmulas explícitas (como las lineales asociadas a una teoría desarrollada prácticamente por completo). No obstante, pueden determinarse algunas propiedades de las soluciones de una ecuación diferencial sin requerirse su formulación exacta, clave para resolver la mayoría de las ecuaciones diferenciales no lineales de sumo interés en numerosos casos. Casos carentes de una fórmula auto-contenida para su solución que se suple con la aproximada numéricamente con el auxilio crucial de las computadoras.
La matemática «pura» centra el foco «formal» en la solución, su existencia y si es o no única. La «aplicada» controla la validez de los métodos para la solución numéricamente aproximada y el rigor de las justificaciones con que se los sustenta.
La teoría de los sistemas dinámicos prioriza el análisis cualitativo de sistemas descritos por ecuaciones diferenciales mientras se han venido sumando numerosos métodos numéricos para determinar soluciones con un grado dado de precisión.
En ingeniería, ciencias naturales y sociales hay muchos problemas de interés que, cuando se plantean, exigen la determinación de una función la cual debe verificar una ecuación que involucra derivadas de la función desconocida. Dichas ecuaciones se denominan ecuaciones diferenciales. Tal vez el ejemplo más conocido es la ley de Newton:

{\displaystyle m{\frac {\mathrm {d} ^{2}u(t)}{\mathrm {d} t^{2}}}=F\left(t,u(t),{\frac {\mathrm {d} u(t)}{\mathrm {d} t}}\right)}

### Importancia
Isaac Newton se daba cuenta de la importancia que tenían las ecuaciones diferenciales para el análisis de los fenómenos de la naturaleza. En sus renombrados Principios matemáticos de la filosofía natural (1687) que engloban mecánica newtoniana, empiezan con la ecuación diferencial del movimiento. Esta ecuación se considera como axioma, mientras que los planteamientos posteriores de la mecánica son, de hecho, teoremas que se derivan de dicho axioma, así como de la ley de gravitación universal que se deduce de los hechos experimentales (leyes de Kepler) y del mencionado axioma:

{\displaystyle m{\frac {d^{2}s}{dt^{2}}}=F}

Una ecuación diferencial ordinaria (EDO) puede plantearse, siendo F una relación o función, como

(1a){\displaystyle \ F(x,y,y',y'',\dots ,y^{(n)})=0}

... para representar la EDO en que la función incógnita (también conocida como variable dependiente), lo es de una única variable independiente.
En general, una ecuación diferencial lineal de orden n puede formularse, siendo cada {\displaystyle a_{i}} una función dependiente de t, como:

(1b){\displaystyle \ a_{n}(t)y^{(n)}+a_{n-1}(t)y^{(n-1)}+\ldots +a_{1}(t)y'+a_{0}(t)y=g(t)}

Una solución de la ecuación (1a) o (1b) será una "familia" de curvas o funciones del tipo {\displaystyle y=f(t)\,} que substituida dentro de la ecuación la convierte en una igualdad en la que todos los términos son conocidos.
En la formulación más simple, la función incógnita es una función para cierto valor real o complejo pero con mayor generalidad, puede serlo para el valor de un vector o matriz, lo que lleva a considerar un sistema de ecuaciones diferenciales ordinarias (EDO) para una única función.

## Definiciones
Sea {\displaystyle y=f(x)}, tal que {\displaystyle f:\mathbb {R} \to \mathbb {R} },  {\displaystyle y^{(n)}} la n-ésima derivada de {\displaystyle y}, entonces una ecuación diferencial ordinaria (EDO) de orden n tiene la siguiente forma:
| {\displaystyle F(x,y,y',\ \dots \,y^{(n-1)})=y^{(n)}} (2) |
Para funciones vectoriales,
{\displaystyle y:\mathbb {R} \to \mathbb {R} ^{m}},
la ecuación (2) es llamada un sistema de ecuaciones lineales diferenciales de dimensión m.
Cuando una ecuación diferencial de orden n tiene la forma
{\displaystyle F(x,y,y',y'',\ \dots ,\ y^{(n)})=0}
es llamada una ecuación diferencial implícita, mientras que en la forma
{\displaystyle F(x,y,y',y'',\dots ,y^{(n-1)})=y^{(n)}}
es llamada una ecuación diferencial explícita.
Una ecuación diferencial que no depende de x es denominada autónoma.
Se dice que una ecuación diferencial es lineal si F puede ser escrita como una combinación lineal de las derivadas de y
{\displaystyle y^{(n)}=\sum _{i=0}^{n-1}a_{i}(x)y^{(i)}+r(x)}
siendo, tanto {\displaystyle a_{i}(x)}como {\displaystyle r(x)}funciones continuas de x. La función r(x) es llamada el término fuente (traducido del inglés source term); si r(x)=0 la ecuación diferencial lineal es llamada homogénea, de lo contrario es llamada no homogénea.

### Soluciones
Dada una ecuación diferencial
{\displaystyle F(x,y,y',\dots ,y^{(n)})=0,}
una función u: I ⊂ R → R es llamada la solución, y su gráfica se llama curva integral de F, si u es n veces derivable en I, y
{\displaystyle F(x,u,u',\ \dots ,\ u^{(n)})=0\quad x\in I.}
Dadas dos soluciones u: J ⊂ R → R y v: I ⊂ R → R, u es llamada una extensión de v si I ⊂ J, y
{\displaystyle u(x)=v(x)\quad x\in I.\,}
Una solución que no tiene extensión es llamada una solución general.[cita requerida]
Una solución general de una ecuación de orden n es una solución que contiene n variables arbitrarias, correspondientes a n constantes de integración. Una solución particular es derivada de la solución general mediante la fijación de valores particulares para las constantes, a menudo elegidas para cumplir condiciones iniciales. Una solución singular es la que no puede derivarse de la general.
Solución de una EDO de primer orden
Si se considera una ecuación diferencial de la forma:

{\displaystyle y'=f(x,y})

una ecuación de primer orden resuelta con respecto a la derivada, se llama su solución general de la anterior ecuación diferencial, será una función del tipo:

{\displaystyle y=\varphi (x,C)}

que depende de una constante arbitraria C. Satisface ecuación diferencial para cualquier valor de la constante C. Además cualquiera que sea la condición inicial

{\displaystyle y(x_{0})=y_{0}}

siempre se puede asignar un valor C0 a la constante C, tal que la función y = φ(x, C0) satisfaga la condición inicial dada. Se presume que el punto (x0,  y0) está en un intervalo donde se cumplen las condiciones de existencia y de unicidad de la solución. Las soluciones se pueden encontrar con auxilio de transformaciones idénticas y de cambios de variables.

### Condiciones iniciales
En general si no se especifican ciertos valores iniciales o de contorno, que debe satisfacer la solución de una ecuación diferencial como (1) entonces no existirá una solución [particular] única, es decir, una única función que satisfaga la ecuación diferencial. Para una ecuación diferencial lineal de orden n por ejemplo se requieren n condiciones iniciales o de contorno, para que exista una única función que cumpla simultáneamente la ecuación diferencia y las condiciones de contorno. Si solo se especifican condiciones iniciales el problema de encontrar una función que satisfaga la ecuación diferencial y las condiciones iniciales se denomina problema de Cauchy. Si se especifican condiciones que no son solo condiciones de contorno pueden tenerse problemas diferentes como los problemas de Sturm-Liuville.

## Tipos y forma de resolución
Existen diversos tipos de ecuaciones diferenciales ordinarias, cada una con una forma de resolución distinta; para clasificarlas, hay que hacer la diferencia entre ecuaciones diferenciales de primer orden y ecuaciones de orden superior (ya que las primeras son, por lo general, de más fácil resolución).

### Existencia y unicidad de soluciones
Dado el Problema de Cauchy

{\displaystyle {\begin{cases}x'=f(t,x),\\x(t_{0})=x_{0},\end{cases}}}

 el Teorema de Peano garantiza la existencia local de sus soluciones cuando {\displaystyle f} es continua. Es importante notar que la solución dada por este teorema no tiene por qué ser única.
Si además {\displaystyle f} es localmente Lipschitz respecto a {\displaystyle x}, entonces el Teorema de Picard-Lindelöf garantiza también la unicidad local de la solución.

### Soluciones analíticas
Existen métodos de resolución generales para ecuaciones diferenciales ordinarias lineales que permiten encontrar soluciones analíticas. En particular si los coeficientes de la ecuación lineal son constantes o periódicos la solución es casi siempre fácil de construir. Para coeficientes no constantes o no periódicos, pero que son desarrollables en serie de Taylor o serie de Laurent es aplicable con ciertas restricciones el método de Frobenius. Otra posibilidad es reducir una ecuación diferencial lineal de orden n a un sistema de n ecuaciones diferenciales lineales de primer orden.
Para las ecuaciones diferenciales ordinarias no lineales no existen métodos generales.

### Soluciones numéricas
Algunos de los métodos de solución numérica de ecuaciones diferenciales son el método de Runge-Kutta, los métodos multipaso y los métodos de extrapolación.

## Ecuaciones diferenciales ordinarias de primer orden
Una ecuación diferencial de primer orden con el valor inicial se expresa de la siguiente forma:

{\displaystyle [L]=\left\{{\begin{array}{*{20}c}{{\cfrac {dy}{dt}}=f(t,y)}\\{y(t_{0})=y_{0}}\\\end{array}}\right.}

Donde {\displaystyle y(t_{0})=y_{0}\,} es la condición inicial.
Entre los tipos de EDO de primer orden se encuentran:

### Ecuación de variables separables
Son EDO de la forma:

{\displaystyle {\frac {dy}{dt}}=f(t,y)}

Estas se pueden expresar en la forma: 

{\displaystyle \ g(y)dy=h(t)dt}

En donde se procede integrando ambos miembros de la ecuación

{\displaystyle \int g(y)dy=\int h(t)dt}

De la anterior es posible obtener la solución general. Se  supondrá que las funciones g y h son continuas.

### Ecuación exacta
Una ecuación de la forma:

{\displaystyle M(x,y)\,dx+N(x,y)\,dy=0,\,\!}

se dice exacta si existe una función F que cumpla:

{\displaystyle {\frac {\partial F}{\partial x}}(x,y)=M}

y

{\displaystyle {\frac {\partial F}{\partial y}}(x,y)=N.}

Su solución es entonces:

{\displaystyle F(x,y)=C.\,}

### EDO de primer orden yhomogénea
La ecuación diferencial ordinaria de primer orden:

{\displaystyle y'=f(x,y),\qquad {\mbox{con}}\ f(tx,ty)=tf(x,y),\forall t\neq 0}

Para resolver se usa la sustitución y=xv, siendo v= v(x) una función desconocida. Sin embargo, la palabra 'homogénea' asume otro significado, dentro del estudio de las EDO, fuera de este contexto.

### Ecuación lineal
Una ecuación diferencial es lineal si presenta la forma:

{\displaystyle y'+P(x)y=Q(x)\,}

Y que tienen por solución:

{\displaystyle y(x)=e^{-\int P(x)dx}.\left(C+\int Q(x)e^{\int P(x)dx}dx\right)}

Como se puede apreciar, esta ecuación es una ecuación diferencial de Bernoulli, con n=0.

### Ecuación de Bernoulli
Una ecuación diferencial de Bernoulli, que es a su vez una generalización de la ecuación diferencial lineal, fue formulada por Jakob Bernoulli y resuelta por su hermano, Johann Bernoulli y presenta la forma:

{\displaystyle y'+P(x)y=Q(x)y^{n}\,}

En la cual, si se hace la sustitución {\displaystyle z=y^{1-n}}, la ecuación se transforma en una ecuación lineal con z como variable dependiente, resolviéndose de manera análoga.

### Ecuación de Riccati
Esta ecuación diferencial introducida por Jacopo Francesco Riccati presenta la estructura:

{\displaystyle y'(x)+P(x)y^{2}+Q(x)y+R(x)=0\,}

Para resolverla, se debe hacer la sustitución {\displaystyle y=y_{p}+{\frac {1}{z}}}, donde {\displaystyle y_{p}} es una solución particular cualquiera de la ecuación.

### Ecuación de Lagrange
Una ecuación diferencial de Lagrange [cita requerida] presenta la forma:

{\displaystyle y=g(y')x+f(y')\,}

Resolviéndose con la sustitución {\displaystyle y'=p}, diferenciando y sustituyendo dy por pdx, se convierte a otra considerada en x como función de p, es lineal. Resolviendo está última {\displaystyle x=s(p,C)},  se halla la solución general de la ecuación inicial en forma paramétrica: 
1. {\displaystyle x=s(p,C)}
2. {\displaystyle y=s(p,C)g(p)+f(p)}  donde p es un parámetro.

Además la ecuación de Lagrange puede tener soluciones singulares de la forma {\displaystyle y=xg(c)+f(c)}, siendo c una raíz  de la ecuación {\displaystyle c=g(c)}.

### Ecuación de Clairaut
Una ecuación diferencial de Clairaut, llamada así en honor a Alexis-Claude Clairaut, tiene la forma:

{\displaystyle y=xy'+f(y')\,}

Como se puede apreciar, esta ecuación es una forma particular de la ecuación diferencial de Lagrange, con {\displaystyle g(y')=y'}, por lo cual, su resolución es análoga a la anterior.

## Ecuaciones diferenciales ordinarias de segundo orden
Muchos problemas físicos importantes tanto en mecánica como en electromagnetismo conllevan la resolución de ecuaciones diferenciales de segundo orden.

### Ecuación lineal con coeficientes constantes
La ecuación diferencial de segundo orden con coeficientes constantes tiene la forma:

{\displaystyle a{\frac {d^{2}y}{dx^{2}}}+b{\frac {dy}{dx}}+cy=f(x)}

La resolución de esta ecuación depende de las raíces del polinomio característico:

{\displaystyle a\lambda ^{2}+b\lambda +c=0\,}

En función de cómo sean las raíces de dicho polinomio se distinguen tres casos posibles y distintos:
- Caso 1: dos raíces reales y distintas {\displaystyle (\lambda _{1}\neq \lambda _{2})\,}, en este caso la solución general tiene la forma:

{\displaystyle y(x)=C_{1}e^{\lambda _{1}x}+C_{2}e^{\lambda _{2}x}+{\frac {e^{\lambda _{1}x}}{\lambda _{1}-\lambda _{2}}}\int _{x_{0}}^{x}e^{-\lambda _{1}u}f(u)du+{\frac {e^{\lambda _{2}x}}{\lambda _{2}-\lambda _{1}}}\int _{x_{0}}^{x}e^{-\lambda _{2}u}f(u)du}

- Caso 2: dos raíces reales e iguales {\displaystyle (\lambda _{1}=\lambda _{2})\,}, en este caso la solución general tiene la forma:

{\displaystyle y(x)=C_{1}e^{\lambda _{1}x}+C_{2}xe^{\lambda _{1}x}+xe^{\lambda _{1}x}\int _{x_{0}}^{x}e^{-\lambda _{1}u}f(u)du-e^{\lambda _{1}x}\int _{x_{0}}^{x}xe^{-\lambda _{2}u}f(u)du}

- Caso 3: dos raíces complejas conjugadas {\displaystyle (\lambda _{1}=p+qi,\lambda _{2}=p-qi)\,}, en este caso la solución general tiene la forma:

{\displaystyle y(x)=e^{px}(C_{1}\cos qx+C_{2}\sin qx)+{\frac {e^{px}\sin qx}{q}}\int _{x_{0}}^{x}e^{-pu}f(u)\cos qu\ du-{\frac {e^{px}\cos qx}{q}}\int _{x_{0}}^{x}e^{-pu}f(u)\sin qu\ du}

El último término de esta última ecuación está relacionado con la integral de Duhamel.

### Ecuación diferencial de Euler-Cauchy
Esta ecuación tiene la forma:

{\displaystyle x^{2}{\frac {d^{2}y}{dx^{2}}}+ax{\frac {dy}{dx}}+by=g(x)}

Y puede resolverse mediante el cambio de variable {\displaystyle x=e^{t}\,} que transforma la ecuación anterior en una ecuación de coeficientes constantes resoluble por los métodos de la sección anterior:

{\displaystyle {\frac {d^{2}{\bar {y}}}{dt^{2}}}+(a-1){\frac {d{\bar {y}}}{dt}}+b{\bar {y}}=g(e^{t}),\qquad {\bar {y}}(t)=y(e^{t})}

### Ecuaciones de Bessel
La ecuación diferencial de Bessel, aparece con frecuencia en la resolución del problema de Dirichlet en coordenadas cilíndricas. Dicha ecuación tiene la forma:

{\displaystyle x^{2}{\frac {d^{2}y}{dx^{2}}}+x{\frac {dy}{dx}}+(x^{2}-n^{2})y=0}

Esta ecuación es resoluble mediante las llamadas funciones de Bessel:

{\displaystyle y(x)=C_{1}J_{n}(x)+C_{2}Y_{n}(x)\,}

Además de esta ecuación existe otra ecuación resoluble mediante funciones de Bessel.
La ecuación diferencial de Bessel modificada, aparece con frecuencia en la resolución del problema de Dirichlet en coordenadas cilíndricas. Dicha ecuación tiene la forma:

{\displaystyle x^{2}{\frac {d^{2}y}{dx^{2}}}+(2p+1)x{\frac {dy}{dx}}+(\alpha x^{2r}+\beta ^{2})y=0}

Cuya solución viene dada por:

{\displaystyle y(x)=x^{-p}\left[C_{1}J_{q/r}\left({\frac {\alpha }{r}}x^{r}\right)+C_{2}Y_{q/r}\left({\frac {\alpha }{r}}x^{r}\right)\right],\qquad q:={\sqrt {p^{2}-\beta ^{2}}}}

### Ecuación de Legendre
La ecuación diferencial de Legendre, aparece con frecuencia en la resolución del problema de Dirichlet en coordenadas esféricas. La ecuación tiene la forma:

{\displaystyle (1-x^{2}){\frac {d^{2}y}{dx^{2}}}-2x{\frac {dy}{dx}}+n(n+1)y=0}

Cuando n es un entero una de las dos soluciones independientes que conforman la solución general de la ecuación anterior es el polinomio de Legendre de grado n:

{\displaystyle P_{n}(x)={\frac {1}{2^{n}n!}}\ {\frac {d^{n}}{dx^{n}}}(x^{2}-1)^{n}}

Las solución general puede expresarse en la forma:

{\displaystyle y(x)=C_{1}U_{n}(x)+C_{2}V_{n}(x)\,}, o bien,
{\displaystyle =y(x)={\bar {C}}_{1}P_{n}(x)+{\bar {C}}_{2}Q_{n}(x)}

Donde:

{\displaystyle {\begin{cases}U_{n}(x)=1-{\cfrac {n(n+1)}{2!}}x^{2}+{\cfrac {n(n-2)(n+1)(n+3)}{4!}}x^{4}-\ldots \\V_{n}(x)=x-{\cfrac {(n-1)(n+2)}{3!}}x^{3}+{\cfrac {(n-1)(n-3)(n+2)(n+4)}{5!}}x^{5}-\ldots \end{cases}}}

{\displaystyle P_{n}(x)={\begin{cases}U_{n}(x)/U_{n}(1)&n=0,2,4,\ldots \\V_{n}(x)/V_{n}(1)&n=1,3,5,\ldots \end{cases}}}, y 
{\displaystyle Q_{n}(x)={\begin{cases}V_{n}(x)U_{n}(1)&n=0,2,4,\ldots \\-U_{n}(x)V_{n}(1)&n=1,3,5,\ldots \end{cases}}}

## Ecuaciones diferenciales ordinarias de orden superior

### Ecuación lineal de ordenncon coeficientes constantes
La ecuación diferencial lineal de orden n con coeficientes constantes es de la siguiente forma:

{\displaystyle \ a_{n}y^{(n)}+a_{n-1}y^{(n-1)}+\ldots +a_{1}y'+a_{0}y=g(t)}

Donde los términos {\displaystyle a_{i}\,} representan constantes {\displaystyle \forall i\in \mathbb {N} }
En el caso homogéneo cuando el segundo miembro es idénticamente nulo, las soluciones de esta ecuación se pueden obtener a partir de la raíces del polinomio característico de la ecuación:

{\displaystyle \ a_{n}\lambda ^{n}+a_{n-1}\lambda ^{n-1}+\ldots +a_{1}\lambda +a_{0}=0}

En el caso de que todas las raíces sean diferentes la solución viene dada por:

{\displaystyle y(x)=C_{1}e^{\lambda _{1}x}+\ldots +C_{n}e^{\lambda _{n}x}=\sum _{i=1}^{n}C_{i}e^{\lambda _{i}x}}

En el caso de que existan varias raíces múltiples, existiendo solo k raíces diferentes y siendo {\displaystyle m_{i}} la multiplicidad de la raíz i-ésima, la solución general es de la forma:

{\displaystyle y(x)=\sum _{i=1}^{k}\left(C_{i,0}+C_{i,1}x+\ldots +C_{i,m_{i}-1}x^{m_{i}-1}\right)e^{\lambda _{i}x}=\sum _{i=1}^{k}\left(\sum _{j=0}^{m_{i}-1}C_{i,j}x^{j}\right)e^{\lambda _{i}x},\quad k\leq n,\ \sum _{j=1}^{k}m_{j}=n}

Las multiplicidades de cada raíz son el exponente de la siguiente descomposición:

{\displaystyle a_{n}(\lambda -\lambda _{1})^{m_{1}}\ldots (\lambda -\lambda _{k})^{m_{k}}=a_{n}\lambda ^{n}+a_{n-1}\lambda ^{n-1}+\ldots +a_{1}\lambda +a_{0}=0}